# العالم الثالث
العالم الثالث هو مصطلح سياسي واقتصادي واجتماعي وثقافي، يقصد به الدلالة على الدول التي لا تنتمي إلى العالمين الأول والثاني، وهي الدول الصناعية المتقدمة على عكس دول العالم الثالث النامية. وهي مجموعة دول كانت قد خضعت للاستعمار الأوروبي، وحققت استقلالها حديثا. استُعمل تعبير العالم الثالث لأول مرة سنة 1952 في مقالة صدرت للاقتصادي والسكاني الفرنسي ألفريد سوفيه في إشارة إلى الدول التي لا تنتمي إلى مجموعة «الدول الغربية» (أمريكا الشمالية وأوروبا الغربية وأستراليا واليابان وجنوب إفريقيا) ولا إلى مجموعة الدول الشيوعية (الاتحاد السوفياتي والصين وأوروبا الشرقية). وقد استوحى سوفيه هذه التسمية من الفئة الثالثة في المجتمع الفرنسي أثناء النظام القديم وقبل الثورة الفرنسية.
وأحيانا يطلق على هذه الدول مصطلح «الدول النامية»، وهي دول ذات مستوى معيشي منخفض مقارنة بالدول المتقدمة، ولا يستقيم فيها التوازن بين سرعة نمو السكان ودرجة التقدم الاقتصادي، وتعاني هذه الدول من التخلف الاقتصادي، إذ يرى بعض الدارسين أن دول العالم الثالث هي التي لم تستفد من الثورة الصناعية في القرن التاسع عشر، وعلى هذا تعد دولا آخذة في النمو أو دولا متخلفة. وتسمى أيضا بدول الجنوب لكون أغلبها يقع في النصف الجنوبي من الكرة الأرضية.
يصف العالم الثالث العالم المعقد والانتقالي والفوضاوي في اتساع الفجوة التي تنشأ بين العالم التقليدي والعالم الحديث منذ الثورة الصناعية (التي بدأت في إنجلترا في أواخر القرن الثامن عشر). ومع ذلك، لحظ أنه في هذا الوقت، إذا في الأمازون[ ؟ ] وأفريقيا وآسيا اناس كانوا ولازالو يعيشون تقريبا في العهد الحجري، والبعض الآخر في الصين والهند كانو أفضل معيشة واعلى مستوى من إنجلترا في القرن الثامن عشر والتاسع عشر. المؤرخ كريستوفر بايلي "Christopher Alan Bayly" قد برهن على هذا في كتابه " ازدياد العالم الحديث."".

## أهم خصائص العالم الثالث
ويمكن تصنيفها كالتالي:
1. اجتماعيا:
- نمو ديمغرافي كبير بسبب ارتفاع نسبة الخصوبة.
- أمد الحياة ضعيف بسبب قلة الإمكانات الطبية وضعف المستوى المعيشي.
- هجرة مكثفة من البوادي إلى المدن.
- أمية مرتفعة.

2. اقتصاديا:
- تصدير المواد الأولية.
- عدم تحقيق الاكتفاء الذاتي في المواد الاستهلاكية.
- ضعف الاستثمارات الصناعية.
- غياب التكامل بين القطاعات الاقتصادية.
- ارتفاع المديونية الخارجية.
- التبعية الاقتصادية للدول الاستعمارية السابقة.